# Tetraloniella pomonae
Tetraloniella pomonae är en biart som först beskrevs av Cockerell 1915.  Tetraloniella pomonae ingår i släktet Tetraloniella och familjen långtungebin. Inga underarter finns listade i Catalogue of Life.